# Titidius quinquenotatus
Titidius quinquenotatus là một loài nhện trong họ Thomisidae.
Loài này thuộc chi Titidius. Titidius quinquenotatus được Cândido Firmino de Mello-Leitão miêu tả năm 1929.